# Шемурша (Ульяновская область)
Шемурша́ — село в составе Еделевского сельского поселения Кузоватовского района Ульяновской области.

## Название
Тюркское чамур (>шамур, шемур) — «грязь, ил». Сравните русские названия небольших речек типа Грязнуха, Грязнушка. Первично название реки.— По следам географических названий Ульяновской области.

## География
Находится на расстоянии примерно 21 километр по прямой на юг от районного центра — посёлка Кузоватово.

## История
В 1913 году в селе были учтены: дворов — 165, жителей — 984, церковь и школа. В поздний советский период работал совхоз «Краснобалтийский».

## Население
В 2002 году население села составляло 148 человек (82 % — русские), 86 по переписи 2010 года.
| 2010 |
| ---- |
| 86   |